# アメリカ独立戦争におけるドイツ
アメリカ独立戦争におけるドイツ（アメリカどくりつせんそうにおけるドイツ）では、アメリカ独立戦争にドイツとヘッセ人兵士約3万人やその他の地域のドイツ人兵士がどのように関わったかを概説する。この戦争でドイツ民族は米英両軍に関わりを持った。その多くはアメリカのロイヤリストを支持し、イギリスの同盟国として参戦したが、これはイギリス国王ジョージ3世がハノーファー選帝侯を兼ねていたからでもあった。反乱を起こしたアメリカのパトリオット（愛国者）を助けるために大西洋を渡ったドイツ人もいたが、パトリオットに就いたドイツ人の大半は既に植民地人としてアメリカにいた者達だった。

## イギリスの同盟者

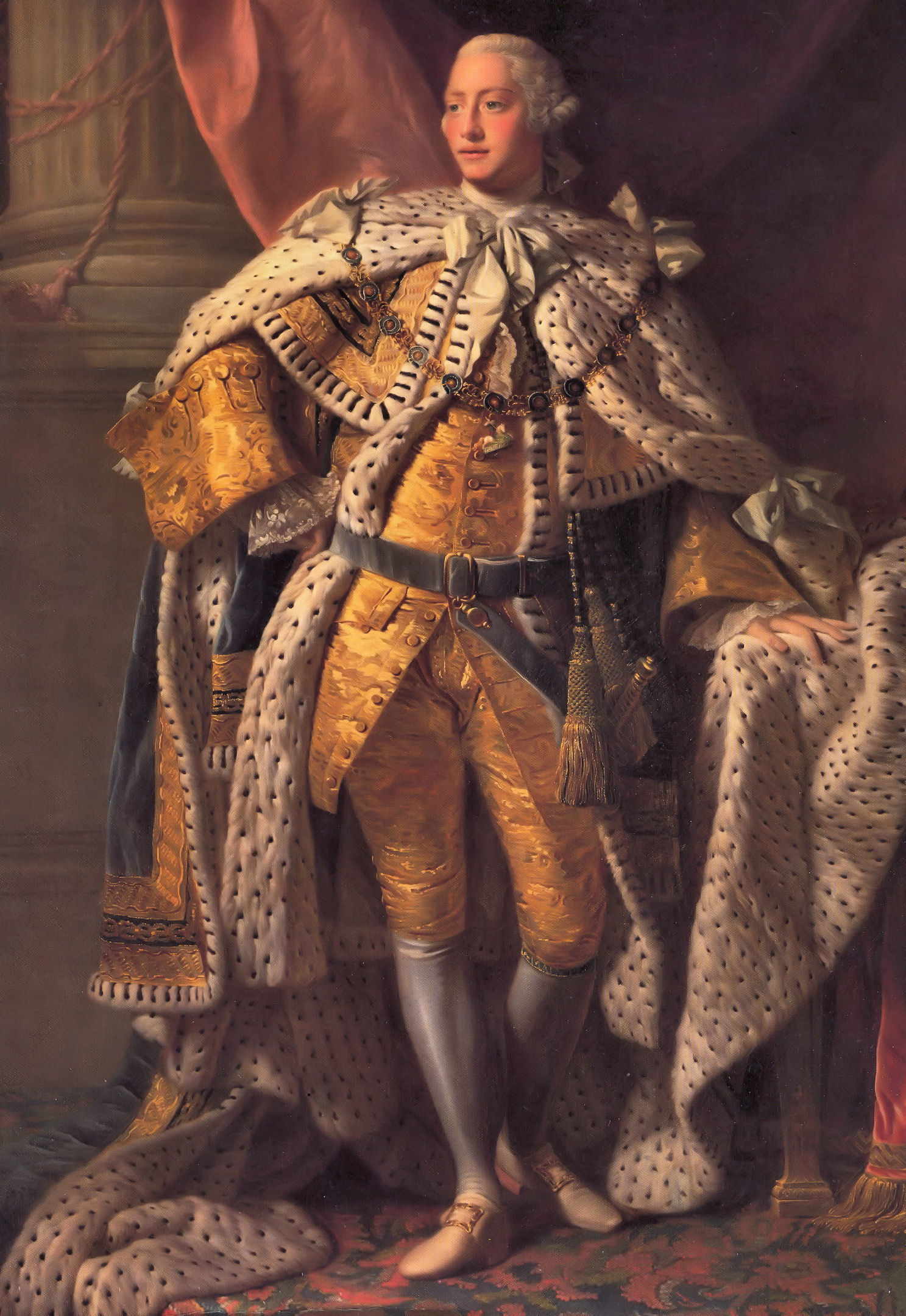
イギリス国王ジョージ3世はハノーファー選帝侯でもあった。

アメリカ独立戦争の時代、ドイツは現在のような統一国家でなく、神聖ローマ帝国の下に多くの領邦が緩やかに統合されていた。その領邦の多くは公式にプロテスタントを信奉しており、イギリスのようなプロテスタントの国々と同盟するのが伝統であった。またジョージ1世に始まるハノーヴァー朝の君主はイギリス国王とハノーファー選帝侯を兼ねていた。アメリカのイギリス植民地で反乱が起こったとき、イギリスはアメリカ植民地人の反乱を鎮めるために、ドイツの幾つかの領邦とイギリス軍を助ける兵士を借りる契約をした。ドイツ人は一般にこの戦争において、ドイツ兵が従軍できることに大きな誇りを持っていた。
アメリカ人はアメリカの大地にドイツ人部隊が到着したことに警戒心を抱き、それをイギリス国王による裏切りと捉えた。イギリス国王がドイツ兵を使うならば、喜んで独立を宣言すると言ったアメリカの代議員も少なからずいた。ドイツ兵はアメリカのパトリオットに宣伝材料を提供した。ドイツ兵は軽蔑的に「傭兵」と呼ばれ、アメリカ独立宣言の中にも次のように言及された。

### ヘッセン＝カッセル方伯
イギリス国王ジョージ3世の義理の叔父であるフリードリヒ2世が治めるヘッセン＝カッセル方伯領は、まず12,000名以上の兵士をアメリカで戦うために提供した。同盟者であるイギリスと同様に、ヘッセンの兵士は北アメリカの環境に順応するのが難しかった。最初に派遣された兵士は広く蔓延した疫病に罹り、ロングアイランドの戦いでは攻撃に遅れを生じさせた。1776年からはヘッセンの兵士が北アメリカ駐在のイギリス軍に組み入れられ、ニューヨーク・ニュージャージー方面作戦、ジャーマンタウンの戦い、チャールストン包囲線および最後のヨークタウン包囲戦を含み主要な戦闘の大半に参戦した。ヨークタウンではヘッセンの兵士約1,300名が捕虜になった。ただし、様々な報告書を読むとヘッセンの兵士はイギリス軍の兵士よりも士気が高かったということである。

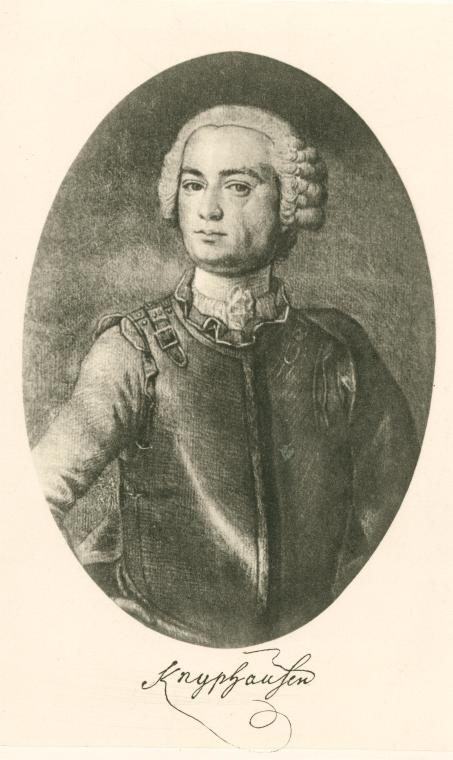
ヴィルヘルム・フォン・クニプハウゼン将軍

独立戦争の間、ヘッセン＝カッセルは16,000名以上の兵士を送り、そのうち6,500名を失ったと見積もられてきた。ヘッセン軍の士官（後に将軍）のアダム・ルートヴィヒ・オクスは、1,800名の兵士が戦死したが、ヘッセン軍の多くがアメリカに留まるつもりで来ており、戦後も留まったと推計した。ドイツ軍部隊の大多数がヘッセンから来ていたので、アメリカ人はドイツ軍部隊を全て総称的に「ヘシアン」（Hessians）と呼ぶことがあった。ヘッセン＝カッセルはイギリスとの間に、15個歩兵連隊、4個擲弾兵大隊、2個猟兵中隊および3個砲兵中隊を送る同盟条約を結んだ。特に猟兵は注意深く徴兵され、給与や制服も良く、肉体労働からは解放されていた。
ドイツ軍は大西洋の反対側で失った者をすぐには補充できなかったので、アフリカ系アメリカ人を従僕や兵士として徴兵した。ヘッセン部隊として従軍した黒人兵は115人おり、その大半は鼓手か笛奏者としてだった。
おろらくヘッセン＝カッセルの士官で最も良く知られていた人物はヴィルヘルム・フォン・クニプハウゼン将軍であり、独立戦争の幾つかの主要戦闘でヘッセン部隊を指揮した。その他の著名な士官にはカール・フォン・ドノープ大佐とヨハン・ラール大佐がいる。ラールはトレントンの戦いで致命傷を負い、ラール指揮下の連隊は捕獲され、その兵士の多くはペンシルベニアに送られて農園で働かされた。

### ヘッセン＝ハーナウ
ヘッセン＝ハーナウは当時ヘッセンの独立した侯領であり、ヘッセン＝カッセル方伯フリードリヒ2世の長男ヴィルヘルム（のちに方伯を継ぐ）が治めていた。ヴィルヘルムが1775年のバンカーヒルの戦いについて報せを受けたとき、無条件でジョージ3世に1個連隊を提供した。独立戦争の間、ハーナウは2,422名の兵士を提供し、981名を失った。ヘッセン＝ハーナウではヴィルヘルム・フォン・ガール大佐が良く知られた士官だった。ガールはイギリス軍ジョン・バーゴイン将軍の下でハーナウからの1個連隊を指揮した。北アメリカに派遣された部隊の中には、1個歩兵大隊、1個猟兵大隊、自由軍団と呼ばれた1個非正規歩兵大隊および1個砲兵中隊がいた。

### ブラウンシュヴァイク＝ヴォルフェンビュッテル公

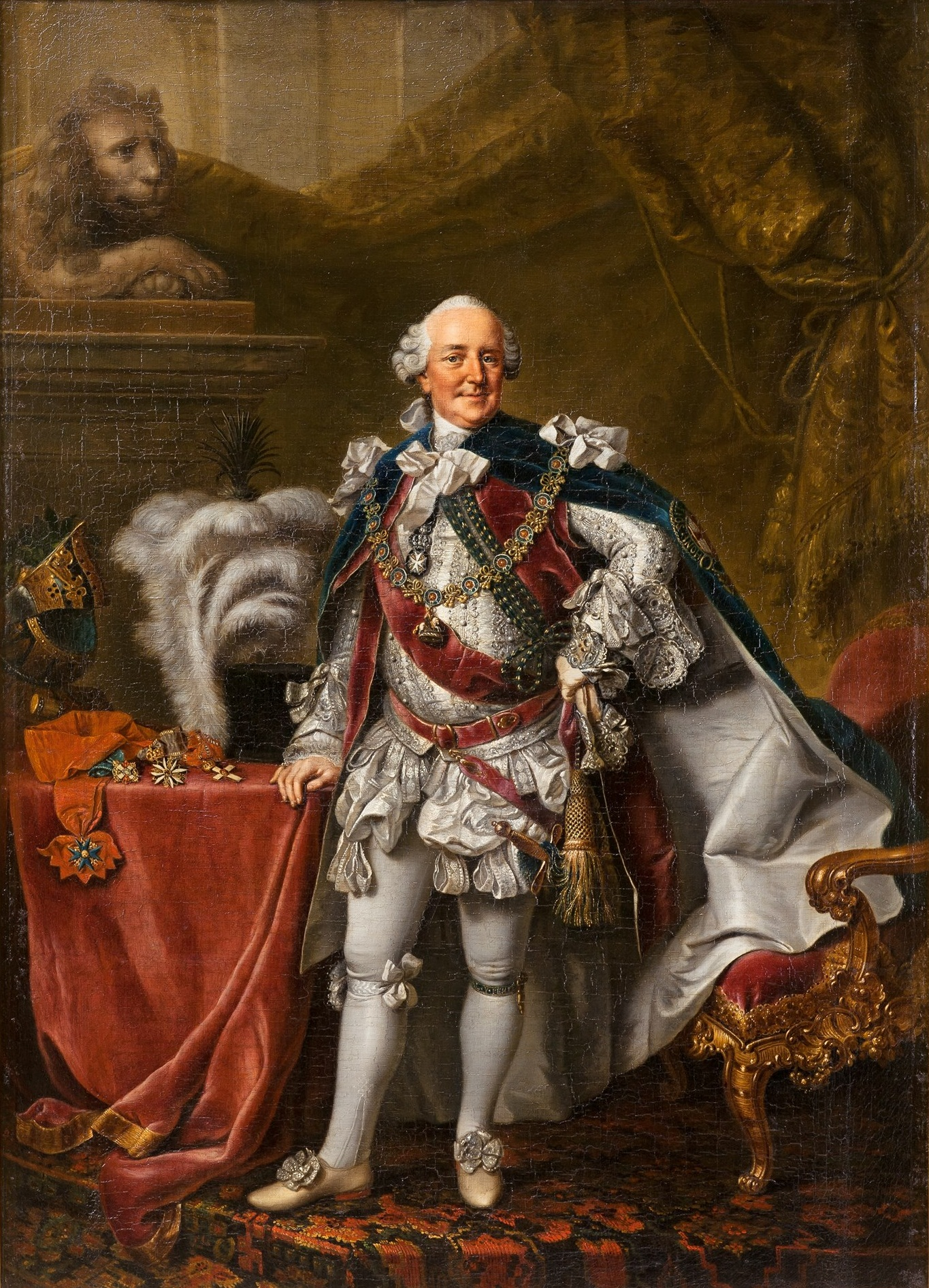
ブラウンシュヴァイク＝ヴォルフェンビュッテル公カール・ヴィルヘルム・フェルディナントはイギリス国王ジョージ3世の義理の兄だった

ブラウンシュヴァイク＝リューネブルクは小さな区域に分割された公国であり、神聖ローマ帝国の領邦だったが、そのうちの1つはハノーファー選帝侯国としてジョージ3世に統治されていた。ブラウンシュヴァイク＝ベーヴェルン家のブラウンシュヴァイク＝ヴォルフェンビュッテル公カール1世の息子で後継者であるカール・ヴィルヘルム・フェルディナントはジョージ3世の姉オーガスタと結婚していた。
1775年、カール・ヴィルヘルム・フェルディナント公子がジョージ3世に、ブラウンシュヴァイクはアメリカでの反乱鎮圧のために利用できる軍隊があると告げた。ブラウンシュヴァイクは1776年1月9日にイギリスを支援する条約に、ドイツの領邦では最初に署名した。この時、4個歩兵連隊、1個擲弾兵大隊、1個竜騎兵連隊および1個軽歩兵大隊で構成される総計4,000名が派遣されることで合意した。この条約では、兵士の給与が2ヶ月前払いで、ドイツの通貨ターラーで支払われることとされ、兵士は全てジョージ3世に忠誠を誓うことが要求された。
カール1世はイギリスに、フリードリヒ・バウム中佐の下に4,000名の歩兵と350名の重竜騎兵（馬を持たない）を提供し、全軍指揮はフリードリヒ・アドルフ・リーデゼル将軍に執らせた。これらの部隊は、1777年のサラトガ方面作戦でジョン・バーゴイン将軍の下に就いたドイツ正規軍の大半であり、一般に「ブランズウィッカー」（Brunswickers）と呼ばれた。ブラウンシュヴァイクとヘッセ＝ハーナウの複合部隊でバーゴイン軍の半数近くを占め、ブランズウィッカーは特に良く訓練されていることで知られた。リーデゼルの妻フレデリカが夫に同行して日記を付けており、これがサラトガ方面作戦の重要な一次史料となった。バーゴインの降伏の後、2,431名のブランズウィッカーが終戦まで協議の軍隊として拘束されたままだった。
ブラウンシュヴァイクは総計5,723名の兵士を北アメリカに送り、そのうち3,015名は1783年秋にドイツに戻らなかった。戦死や脱走による損失もあったが、多くのブランズウィッカーは協約軍 (Convention Army) として滞在する間にアメリカ人と親しくなり、戦争が終わるとアメリカの議会や上官からアメリカに留まる許可を得た。協約軍として軍務を放棄する機会を得た者の数は多く、ペンシルベニア東部のドイツ人開拓者の2倍に及んだ。カール1世はアメリカで戦死した兵士全員についてイギリスから補償を受け取ったので、脱走兵が可能な限り死者として報告されることが利益に叶っていた。ブラウンシュヴァイク公はアメリカに留まった、あるいは戻った兵士にも6ヶ月分の給与を支払った。

### アンスバッハ＝バイロイト辺境伯
カール・アレクサンダー辺境伯の治めるアンスバッハ＝バイロイトは、当初2個歩兵大隊、1個猟兵中隊および1個砲兵中隊からなる1644名の兵士を提供し、461名を失った。戦争が終わるまでに最大2353名が派遣された。これらの部隊はニューヨークでハウ将軍の軍隊に組み入れられ、フィラデルフィア方面作戦の一翼を担った。アンスバッハ＝バイロイトの部隊は、ヨークタウンの包囲戦の際、チャールズ・コーンウォリス将軍の下に1100名近い部隊が就いていた。
アンスバッハ＝バイロイトの連隊はオクゼンフルトで起こった反乱で記憶されている。兵士たちはマイン川の船に乗せられていたが、ヴュルツブルクの司教が開放を拒んだ橋を渡ることはできなかった。1777年3月8日朝、何人かのアンスバッハ兵が川岸に辿り着くことができ、他の船を陸にたぐり寄せた。士官たちはその不安を伝えようとしたが、何人かの兵士が脱走した。兵士の脱走を防ぐために追撃兵が付けられ、威嚇射撃をすると反乱兵が反撃した。辺境伯は暴動の報せを受けると即座に馬に跨り、夜を徹してオクゼンフルトに駆けつけた。辺境伯は兵士たちに再度乗船するよう説得し、マインツまで同行して、選帝侯（マインツ大司教）の同意なしに橋を開放させることに成功した。
アンスバッハ＝バイロイト辺境伯は戦争が始まった時は大きな負債を抱えており、その兵士を使わせる代償として10万ポンド以上を受け取った。終戦後間もない1791年、辺境伯はアンスバッハ＝バイロイトをプロイセン王国に売却し、プロイセンから年金を受けてイングランドで余生を送った。

### ヴァルデック侯
ヴァルデック侯国は1775年4月25日にイギリスを支援する条約を締結したが、これはレキシントン・コンコードの戦い（ちょうど1週間前）に関する報せがヨーロッパに届く前のことだった。フリードリヒ・カール・アウグスト侯子は、海外で雇用されて従軍可能な3個連隊を持っていた。684名の将兵からなる最初の連隊は1776年7月にポーツマスを出港し、ニューヨーク・ニュージャージー方面作戦に参戦した。この作戦の間、ヴァルデック連隊はアメリカのチャールズ・リー将軍の所有するワインと蒸留酒を捕獲したが、イギリス軍のハウ将軍が路傍でそれらの瓶を空にさせたときには苦い思いをした。
ヴァルデック部隊はヘッセンのヴィルヘルム・フォン・クニプハウゼン将軍の下でドイツ補助隊に統合された。ヴァルデックは1,225名を派遣し、720名を失った。

### ハノーファー選帝侯
ハノーファー選帝侯は他でもないイギリス国王ジョージ3世であり、その4個大隊がまずジブラルタルに派遣されて、そこで包囲されていたイギリス軍を解放し、その後にアメリカで戦うために派遣されることとされていた。これはジョージ3世の命令ではなかったが、イギリス議会とハノーファーとの間で承認された条約の一部であり、イギリスは戦時の費用を払うこととドイツの同盟国を保護することに同意していた。

### アンハルト＝ツェルプスト侯
アンハルト＝ツェルプスト侯フリードリヒ・アウグストは1777年にイギリスに1,160名の部隊を供する条約を締結した。5ヶ月のうちに900名の新兵を徴募して、2個大隊からなる1個連隊が起ち上げられた。600名ないし700名の1個大隊が1778年5月にカナダのケベック市に到着した。この他にオーストリア帝国内のスラヴ人から徴募した非正規兵であるパンドゥール兵約500名からなる部隊が、1780年にイギリス軍の占領するニューヨーク市に派遣された。しかし、当時の証言ではパンドゥールと表現されていたが、これらの部隊が正規軍軽歩兵隊としての機能を果たせたかどうかは大いに議論のあるところである。

## アメリカの同盟者

### ドイツ系アメリカ人
イギリス人植民者によってバージニアのジェームズタウン開拓地が設立されてから間もなく、そのイギリス植民地へのドイツ人移民が始まった。1690年、ドイツ人植民者は北アメリカで初めての抄紙工場を建設し、イギリスよりも早くアメリカで聖書が印刷された。18世紀半ばまで、植民地アメリカの人口の10%はドイツ語を話していた。フレンチ・インディアン戦争の間、イギリスは北アメリカにいる多くのドイツ人移民を使ってロイヤル・アメリカ連隊を結成したが、徴兵された者は基本的にドイツ人移民だった。この連隊の初代指揮官はスイス生まれのヘンリー・ブーケ将軍だった。この連隊は後にハウ将軍が指揮を執った。

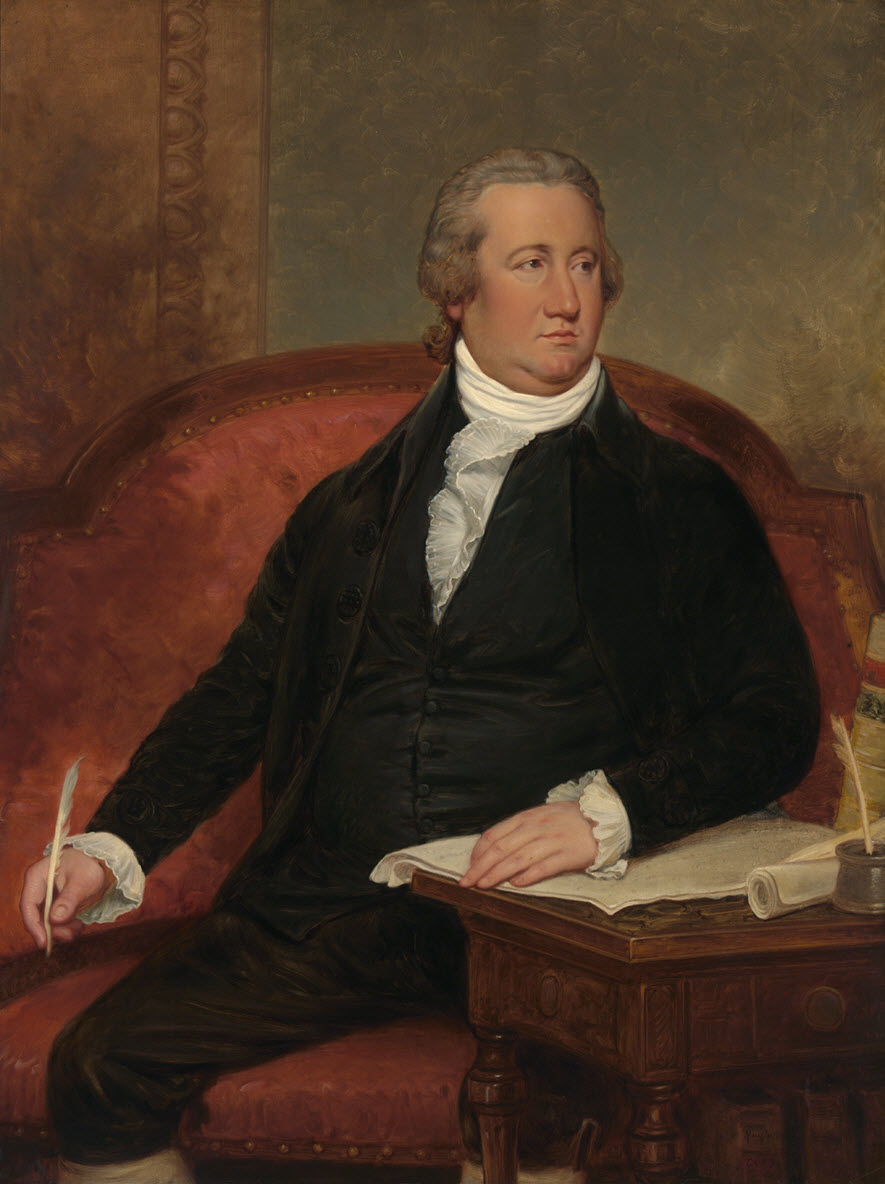
フレデリック・ミューレンバーグ、アメリカ合衆国下院議長を務めた。

イギリス植民地にいた他の民族集団と同様に、ドイツ語を話す植民地人も2派に割れて、パトリオットとロイヤリストのどちらかを支持した。ドイツ人ロイヤリストは地元の民兵隊の中で戦い、戦後は追放されてドイツに戻った者もいた。独立戦争中のニューヨークにはかなりの数のドイツ人がいた。その他の植民地はドイツ人連隊を作ったり、ドイツ系アメリカ人を地元の民兵隊に参加させた。サウスカロライナ、チャールストンのドイツ人植民地人は1775年に擲弾兵中隊を結成し、ジョージアのドイツ人もアンソニー・ウェイン将軍の下に入隊した者がいた。
ドイツ人植民地人は特にペンシルベニア州で記憶されている。これは移民に対する帰化条件が友好的だったこと、またペンシルベニアのドイツ人兵士がペンシルベニアで大きな人口になっていた平和主義者のクエーカー教徒と対照的な姿勢だったことも一部寄与している。例えばピーターとフレデリックのミューレンバーグ兄弟はペンシルベニアでの第1世代だった。ペンシルベニアのドイツ人は戦前にレディングに移民してきたプロイセンの士官バーソロミュー・フォン・ヘール大尉の下で、アメリカの憲兵司令部に徴募された。
1776年6月27日、第二次大陸会議は大陸軍の一部として「ドイツ人連隊」を結成することを承認した。当初はメリーランドからの4個中隊とペンシルベニアからの4個（後には5個）中隊の合計8個中隊で構成された。アンソニー・ウェイン将軍の下のニコラス・ホイセッガー少佐が大佐（連隊長）に任官された。この連隊はトレントンの戦いやプリンストンの戦いに参戦し、サリバンのインディアンに対する遠征にも参加した。この連隊は1781年1月1日に解隊された。

### ヨーロッパのドイツ人

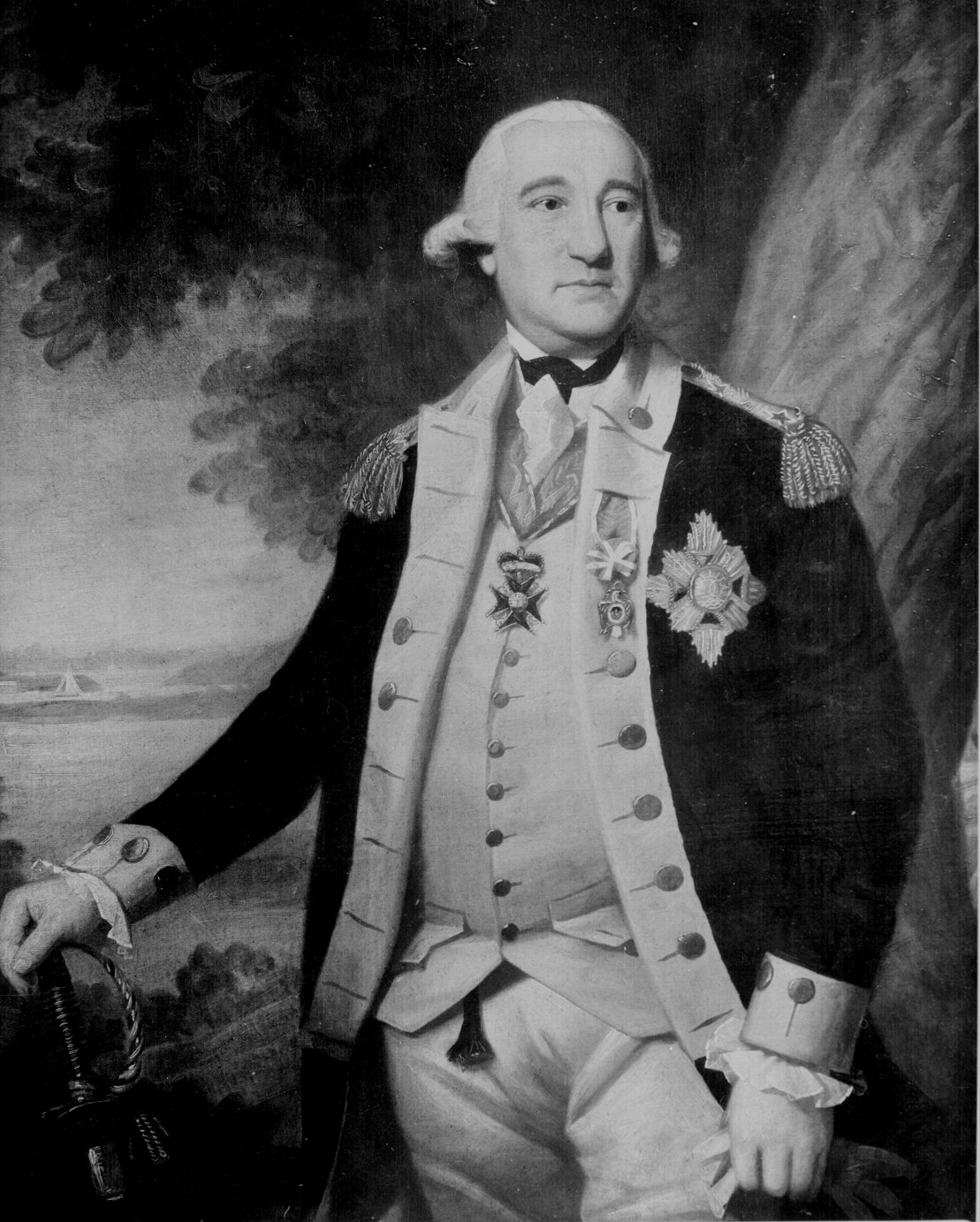
ストイベン男爵、プロイセン軍の士官であり、アメリカ独立戦争では大陸軍の監察長官を務めた。大陸軍に軍事演習の基本や規律を教え、戦いを勝利に導いたとされている。

ヨーロッパのドイツ人もアメリカの同盟者としてアメリカ大陸に渡った。フランス国旗の下でアメリカに来たドイツ人もいた。ヨハン・ド・カルプはバイエルン人であり、大陸軍の将軍となる前はフランス軍に仕えていた。フランスはドイツ語を話す兵士2,500名以上で8個連隊を持っていた。フランスのロイヤル・ドゥポン連隊にもドイツ人兵士と士官がいた。
他にも軍人としての経験を生かしてアメリカに来たドイツ人がいた。例えば、ヴォートケ男爵フリードリヒ・ヴィルヘルムはプロイセンの士官であり、戦争初期に大陸軍の任官を受けたが、1776年にニューヨークで死んだ。グスタフ・ローゼンタールはエストニア出身のバルト・ドイツ人であり、大陸軍の士官になった。ローゼンタールは戦後母国に帰ったが、デイヴィッド・ジーグラーのような他のドイツ軍人はアメリカに留まることを選び、その建国を助けた国の市民になった。
パトリオットを支援したドイツ人として最も有名なのは、おそらくプロイセンのフリードリヒ・ヴィルヘルム・フォン・シュトイベンである。ジョージ・ワシントンの下で監察長官を務め、アメリカ軍のために最初の軍事教練本を書いたシュトイベンは、フランスを経由して独自にアメリカに来ていた。
シュトイベンの母国プロイセンは武装中立同盟に参加し、フリードリヒ2世は戦争初期に支援したことでアメリカでは喜ばれた。イギリスの港を経ずしてアメリカとの貿易を始めることに興味を示し、プロイセンでアメリカの代理人が武器を買うことを認めた。フリードリヒ2世はアメリカの成功を予言し、アメリカ合衆国を認知することを約束し、フランスと同様にアメリカの外交官を受け入れた。プロイセンはロシアなど隣国がアメリカに派遣する軍隊を起ち上げる時に干渉し、フリードリヒ2世はプロイセン国内でアメリカのために徴兵することを禁じた。また、プロイセン国内の道路をアンハルト＝ツェルプストの軍隊が通ることを禁止し、この部隊は1777年から1778年の冬にワシントンの軍隊を潰すためにハウ将軍が必要としていたものだったが、到着が遅れた。。
しかしバイエルン継承戦争が勃発すると、フリードリヒ2世はプロイセンとイギリスの関係に大変神経質になった。アメリカの船舶はプロイセンの港に接近することを止められ、1783年のパリ条約に調印するまで公式にアメリカ合衆国を認知しなかった。戦後になっても、アメリカ合衆国は共和国として運営するには大きすぎるので、間もなくイギリス議会に代表を送って大英帝国に復帰するだろうと予言した。

## 作品
アメリカの作家W・アーヴィングの作品集『スケッチ・ブック』中の一篇「スリーピー・ホロウの伝説」（The Legend of Sleepy Hollow）には、独立戦争に参加して戦死した「ヘッセンの首無し騎士」の怨霊（の噂）が登場する（当該項目参照）。